# 主簿
主簿是中國古代官職名称，属于文官。

## 沿革
主簿一職由戰國時期秦國始置，後歷代多有沿置，作為中央及地方諸官的屬吏，負責紀錄門下眾事。此職主管文書簿籍及印鑑，即起草一些文件、管理档案、以及各种印章等，又稱印曹、綱紀。大致相当于现代的秘书或主任秘書一职。中央機關及郡县官署均置此官，以典领文书，办理事务。县的主簿地位仅次于功曹，为门下亲近吏之长。魏晋以后，统兵开府之大臣幕府中，主簿为重要僚属，参与机要，总领府事。三国时期魏国的杨修就曾经担当此职。唐宋以后各官署及州县仍有此职，职权渐轻。明清各卿寺亦有设主簿的，或称典簿。
作为外官，为知县的佐贰官，正九品，由吏部铨选，皇帝签批任命。主簿主管全县户籍、文书办理等事物。有时也省併。下设攒点一人协助办公。